# Chiliágono
En geometría, un chiliágono o kiliágono es un polígono de 1000 lados y 1000 vértices.

## Propiedades
La medida de cada ángulo interior de un chiliágono regular es de 179.64°. El área de un chiliágono regular con sus lados de longitud {\displaystyle a} está dada por
{\displaystyle A=250\,a^{2}\cot {\frac {\pi }{1000}}\simeq 79577.2\,a^{2}}

El resultado del área de su circunferencia circunscrita difiere por menos en un 0.0004%.
Dado que {\displaystyle 1000=2^{3}\times 5^{3}}, no es un producto de primos distintos de Fermat y una potencia de dos, entonces el chiliágono regular no es un polígono construible.

## Construcción filosófica
René Descartes usa el chiliágono como ejemplo en su Sexta meditación para demostrar la diferencia entre el intelecto puro y la imaginación. Descartes dijo que, cuando una persona imagina un chiliágono, "no imagina los miles de lados como si estuvieran presentes" ante ella -- como por el contrario hace cuando imagina un triángulo. La imaginación construye una "representación confusa," que no es distinta de la de un polígono de mil un lados o de novecientos lados. Sin embargo, el intelecto comprende claramente lo que es un chiliágono, y es capaz de distinguirlo de un polígono de mil un lados o de novecientos lados. Por tanto, concluye Descartes, el intelecto no depende de la imaginación, y en consecuencia es posible entender ideas claras y distintas aun cuando la imaginación no pueda representarlas.
El filósofo Pierre Gassendi, contemporáneo de Descartes, criticó esta interpretación, creyendo que si bien Descartes podía imaginar un chiliágono, no podía entenderlo: se podía "percibir que la palabra 'chiliágono' significa una figura con mil ángulos [pero] ese es solo el significado del término, y no se sigue que comprenda los mil ángulos de la figura mejor de lo que los imagina".
El ejemplo de un chiliágono también es referenciado por otros filósofos, como Immanuel Kant. David Hume señala que es "imposible que el ojo determine que los ángulos de un chiliágono sean iguales a 1996 ángulos rectos, o hacer alguna conjetura que se acerque a esta proporción". Gottfried Leibniz comenta sobre el uso del chiliágono por John Locke, señalando que uno puede tener una idea del polígono sin tener una imagen de él, y así distinguir las ideas de las imágenes.
Henri Poincaré usa el chiliágono como evidencia de que "la intuición no se basa necesariamente en la evidencia de los sentidos" porque "no podemos representarnos a nosotros mismos un chiliágono, y sin embargo razonamos por intuición sobre polígonos en general, que incluyen al chiliágono como un particular caso."
Inspirándose en el ejemplo del chiliágono de Descartes, Roderick Chisholm y otros filósofos del siglo XX han utilizado ejemplos similares para plantear puntos similares. Quizás el más famoso de ellos es el "problema de la gallina moteada" de Chisholm, el cual dice que se no necesita tener un número determinado de motas para imaginar una gallina moteada con éxito.

## Simetría

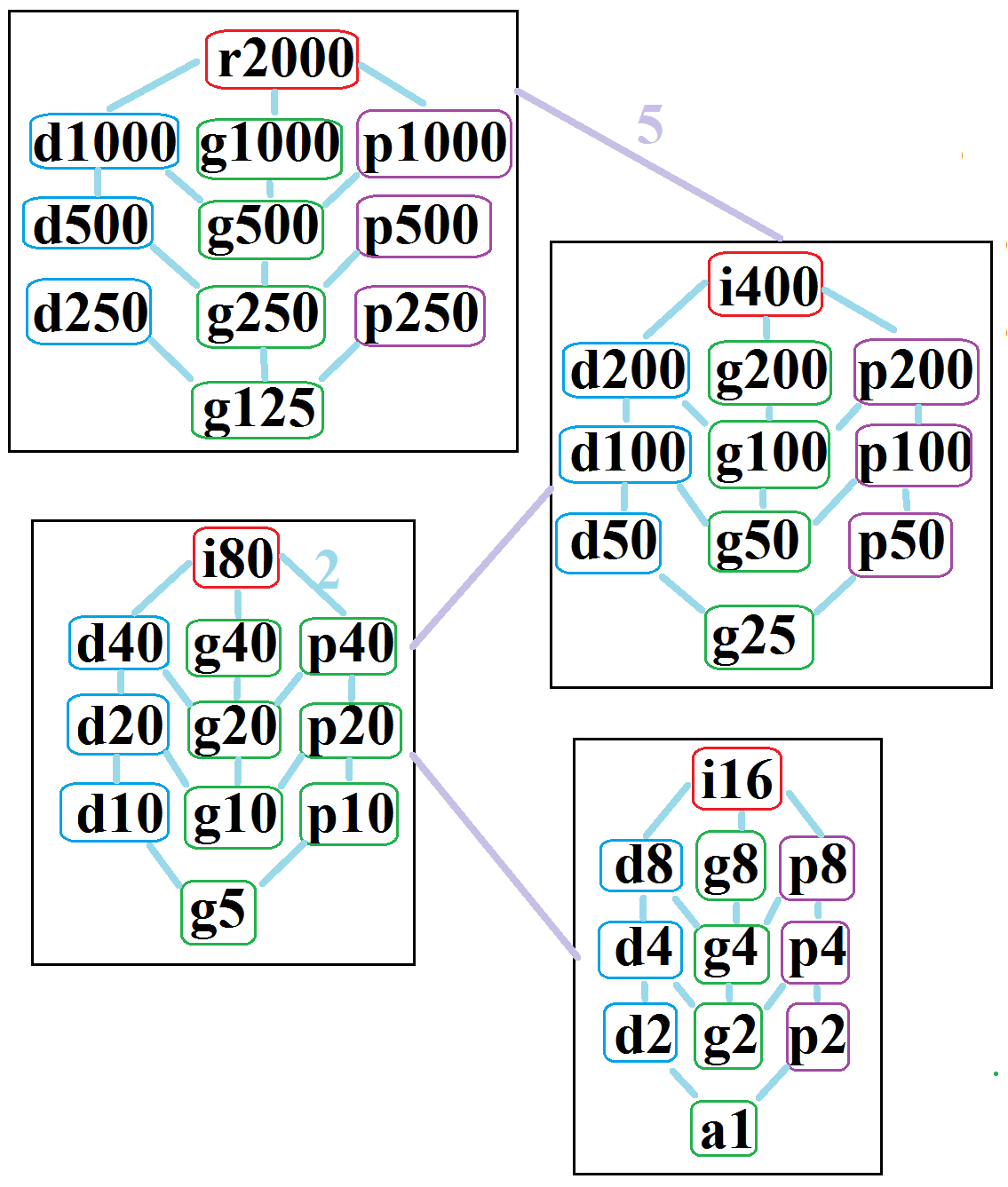
Las simetrías de un chiliágono regular. Las líneas de color azul claro muestran los subgrupos del índice 2. Las 4 subgrafías en caja están relacionadas posicionalmente por los subgrupos del índice 5

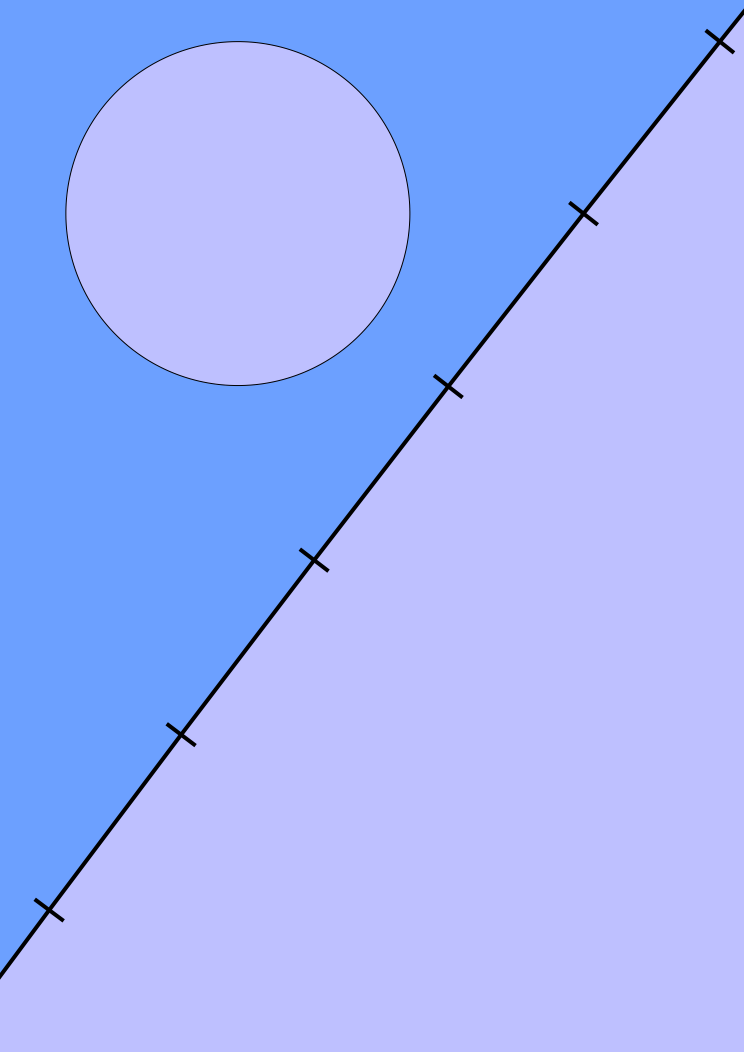
Un chiliágono regular no se distingue de un círculo. La línea de abajo es una sección de un chiliágono regular con los vértices marcados, aumentada 200 veces en relación con el círculo más pequeño (izquierda)

El chiliágono regular se corresponde con el grupo diedral Dih1000 de orden 2000, representado por 1000 líneas de reflexión. Dih100 tiene 15 subgrupos diedros: Dih500, Dih250, Dih125, Dih200, Dih100, Dih50, Dih25, Dih40, Dih20, Dih10, Dih5, Dih8, Dih4, Dih2, y Dih1. Por lo tanto, tiene 16 simetrías más cíclicas como subgrupos: Z1000, Z500, Z250, Z125, Z200, Z100, Z50, Z25, Z40, Z20, Z10, Z5, Z8, Z4, Z2, y Z1, con Zn representa pi/n simetrías rotacionales expresadas en radianes.
John Conway etiqueta estas simetrías inferiores con una letra y el orden de la simetría tras la letra. Denota como d (diagonal) las líneas de reflexión a través de vértices, p a las líneas de espejo a través de bordes (perpendicular), i a las líneas de espejo a través de vértices y bordes, y g para las simetrías rotacionales. a1 no etiqueta simetría alguna.
Estas simetrías inferiores permiten grados de libertad en la definición de chiliágonos irregulares. Solo el subgrupo g1000 no tiene grados de libertad, pero puede verse como un grafo dirigido.

## Chiliagrama
Un chiliagrama es una estrella de 1000 lados. Hay 199 formas regulares dadas por símbolos de Schläfli de la forma {1000/n}, donde n es un número entero entre 2 y 500, coprimo con respecto a 1000. También hay 300 estrellas regulares en los casos restantes.
Por ejemplo, el polígono en forma de estrella regular {1000/499} está construido por 1000 lados casi radiales. Cada vértice de la estrella tiene un ángulo interior de 0,36 grados.
|  | (Zona central ampliada, formando un patrón de Peñalver) |